# Bulbophyllum odoardii
Bulbophyllum odoardii är en orkidéart som beskrevs av Heinrich Gustav Reichenbach och Ernst Hugo Heinrich Pfitzer. Bulbophyllum odoardii ingår i släktet Bulbophyllum och familjen orkidéer. Inga underarter finns listade i Catalogue of Life.